# Русский добровольческий корпус
Ру́сский доброво́льческий ко́рпус (РДК; укр. Російський добровольчий корпус, РДК) — воинское формирование, основанное в августе 2022 года ультраправыми русскими националистами, воюющими на стороне Украины с 2014 года в российско-украинской войне (выходцы из полка «Азов» и других подразделений). Взгляды основателя и командира Дениса Никитина и некоторых участников группы описываются как ультраправые или неонацистские. РДК подчинён Главному управлению разведки Министерства обороны Украины, первоначально входил в состав Интернационального легиона Украины.
Внесён в список террористических организаций, запрещённых на территории РФ.

## Формирование
Первоначально личный состав формировался из этнических русских эмигрантов, проживающих главным образом на территории Украины.
РДК вошёл в международный легион в августе 2022 года, до этого у него был статус теробороны. По словам Никитина, в августе 2022 года РДК взаимодействовал с ВСУ, но не был признан как подразделение украинской армии. По его утверждению, «пришлось дойти до президента Украины, чтобы заявить о себе и попросить дать возможность официально воевать». Командир подразделения — Денис Никитин (прежде Капустин, основатель популярного среди неонацистов бренда White Rex).
В ноябре 2022 года «Гражданский совет» объявлял набор добровольцев в ряды национальных подразделений в составе ВСУ, в том числе в РДК.

## Символика и идеология
Эмблема РДК — стилизованная «спайка» меча на щите военизированной молодёжной организации «Белая идея», созданной в середине 1930-х годов белоэмигрантом Виктором Ларионовым, использовавшаяся также организацией российских эмигрантов «Русский центр» (созданной в 2015 году в Киеве). Помимо этого, первое время некоторыми бойцами использовалась эмблема Русской освободительной армии (РОА).
По словам одного из командиров, бойцов корпуса «скорее можно отнести к правоконсервативному политическому спектру». В одном из постов в Telegram РДК заявляют, что в основе идеологии также лежит «принцип Непримиримости — отказ от любых форм сотрудничества с преемницей советского режима — путинской властью и её представителями и холуями за границей», и что «Путин и его приспешники уничтожают русских как этнос».
31 августа 2022 года планировалось подписание «Декларации российской вооружённой оппозиции» с легионом «Свобода России» и Ильёй Пономарёвым от имени «Национальной республиканской армии». Но позже вышло заявление корпуса, что они не стали подписывать декларацию и не признали своим символом бело-сине-белый флаг. Представители РДК воздерживаются критиковать ЛСР публично.
21 октября на пресс-конференции информационного агентства Интерфакс-Украина был обнародован меморандум Русского добровольческого корпуса.
В декабре 2022 года РДК был передан флаг марковских белогвардейских частей, воевавших против красных на украинской земле, избранный как символ продолжения борьбы воинским объединением «Русский доброволец», существовавшим с конца 2015 по ноябрь 2019 года.
Замполит РДК Владимир «Кардинал» состоял в Гражданском совете с октября 2022 года по 6 июня 2023 года.

## Участие в боевых действиях
Русская служба Би-би-си указывала, что, судя по всему, в 2022 году бойцы РДК действовали на запорожском и донецком направлениях. В интервью Polskie Radio в феврале 2023 года начальник штаба РДК Александр «Фортуна» заявил, что бойцы «весь фронт объездили», за исключением харьковского направления.
По собственным утверждениям бойцов Русского добровольческого корпуса, подразделение провело на Запорожском фронте 4 месяца с июля по ноябрь 2022 года, а участие в боевых действиях принимало совместно с 98 батальоном ТРо «Азов Днепр».
2 марта 2023 года Русский добровольческий корпус сообщил о своём рейде в сёлах Любечане и Сушаны Брянской области.
В апреле РДК провёл ещё один рейд в приграничном селе Случовск, а в селе Запесочье один пограничник погиб, а двое получили ранения.
22 мая РДК осуществил рейд в Белгородской области.
4 июня РДК атаковал Белгородскую область, где, временно захватив село Новая Таволжанка и продвинувшись к городу Шебекино, взял в плен около 10 российских солдат. Далее командир Русского добровольческого корпуса обратился к губернатору Белгородской области Вячеславу Гладкову с предложением о встрече для обмена пленных, от которой последний в итоге отказался. 7 июня РДК покинул территорию Российской Федерации.
По собственным утверждениям, за 2023 год РДК участвовал в 13 операциях.
12 марта 2024 года РДК совместно с легионом «Свобода России» и Сибирским батальоном провели еще один рейд на территорию российских Белгородской и Курской областей.

## Реакция властей РФ
30 декабря 2023 года РДК был внесён в список террористических организаций, запрещённых на территории РФ; в ноябре 2-й Западный окружной военный суд заочно приговорил Дениса Капустина к пожизненному лишению свободы по обвинению в госизмене и терроризме.
17 марта 2024 года на пресс-конференции после выборов Владимир Путин в ответ на вопрос о формированиях из граждан РФ, воюющих с 2022 года на стороне Украины, сравнил эти формирования, которые не назвал прямо, «и вот та, которая вы сказали, там корпус какой-то добровольческий», с армией Власова: «было такое формирование, которое было создано предателем Родины Власовым, — власовцы... Чем они закончили — хорошо известно. Вот тогда эти люди, эти предатели и подонки воевали на стороне нацистов. <...> Сейчас есть такие же точно люди, которые воюют на стороне неонацистов, неонацистского режима. Это совершенно очевидные вещи»; заявив, что хотя «у нас нет смертной казни», «всем правоохранительным органам будут даны указания поименно выявлять всех и принимать в отношении людей, которые с оружием воюют против России», и «где найдут, там будут уничтожать». 19 марта Путин, выступая на коллегии ФСБ, призвал российские спецслужбы не забывать «про предателей»: «Я прошу не забывать, кто они такие, выявлять их поименно. Мы будем наказывать их без срока давности, где бы они ни находились»; «Чтобы неповадно было никому. Мы помним, что власовцы творили на советской земле. И этим никогда не простим».
14 октября 2024 года 2-й Западный окружной военный суд по делу о вторжении в Брянскую область заочно приговорил к пожизненному лишению свободы командира РДК Дениса Капустина, а также бойцов этой организации: актёра Кирилла Канахина, Александра Галанова, Антона Зырянова и Алексея Огурцова.

## Галерея

Символика
Флаг РДК
Флаг организации «Русский центр», символ также используется РДК
«Марковский» флаг
Флаг Вольно-Казачьего Отряда РДК[51]

Фотографии, сделанные по итогам военной операции в Белгородской области в мае 2023
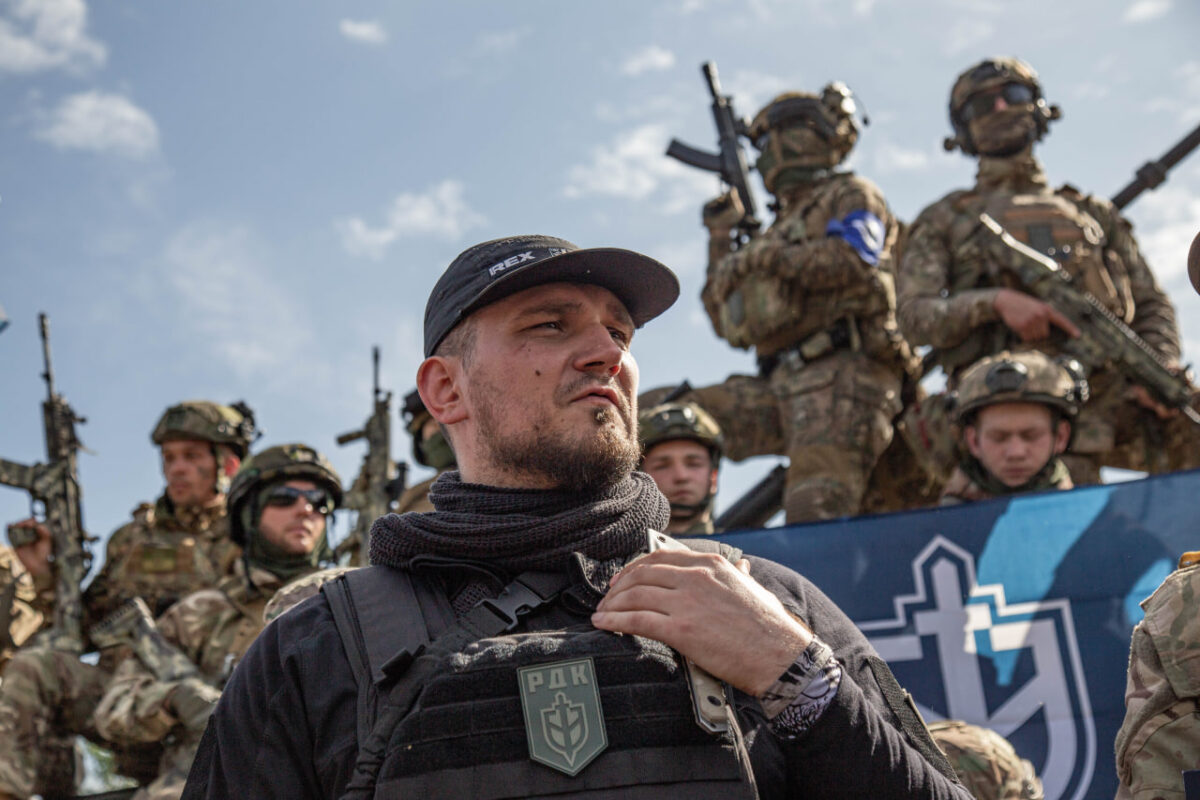
Командир РДК Денис «White Rex»
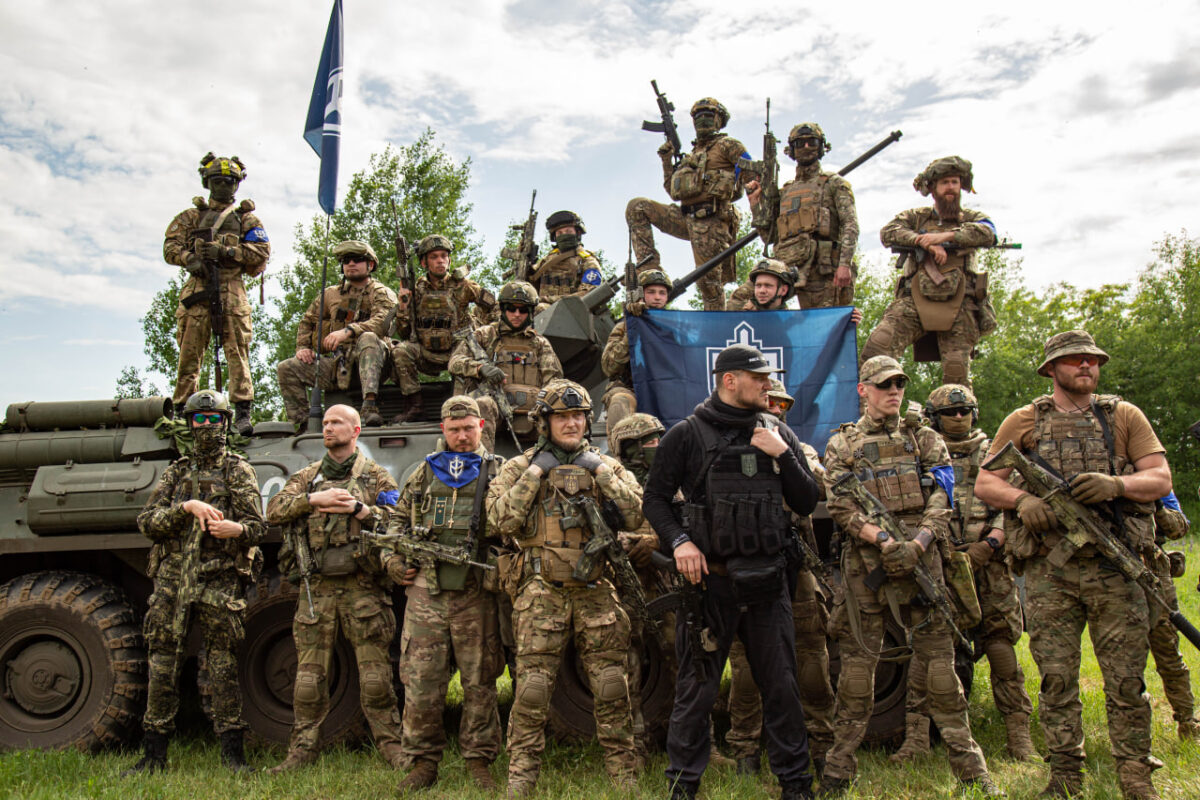
Участники формирования. В центре — Денис «White Rex». Третий слева (нижний ряд) — Илья Богданов
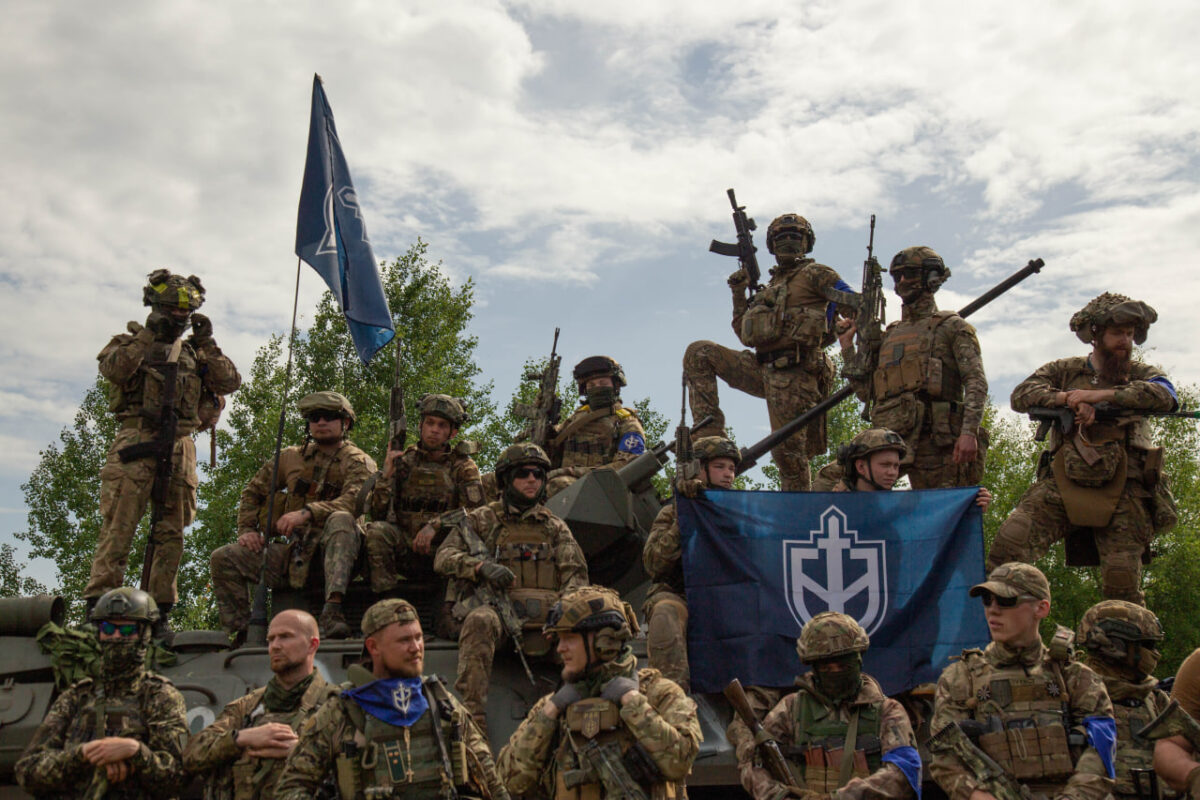
Участники РДК
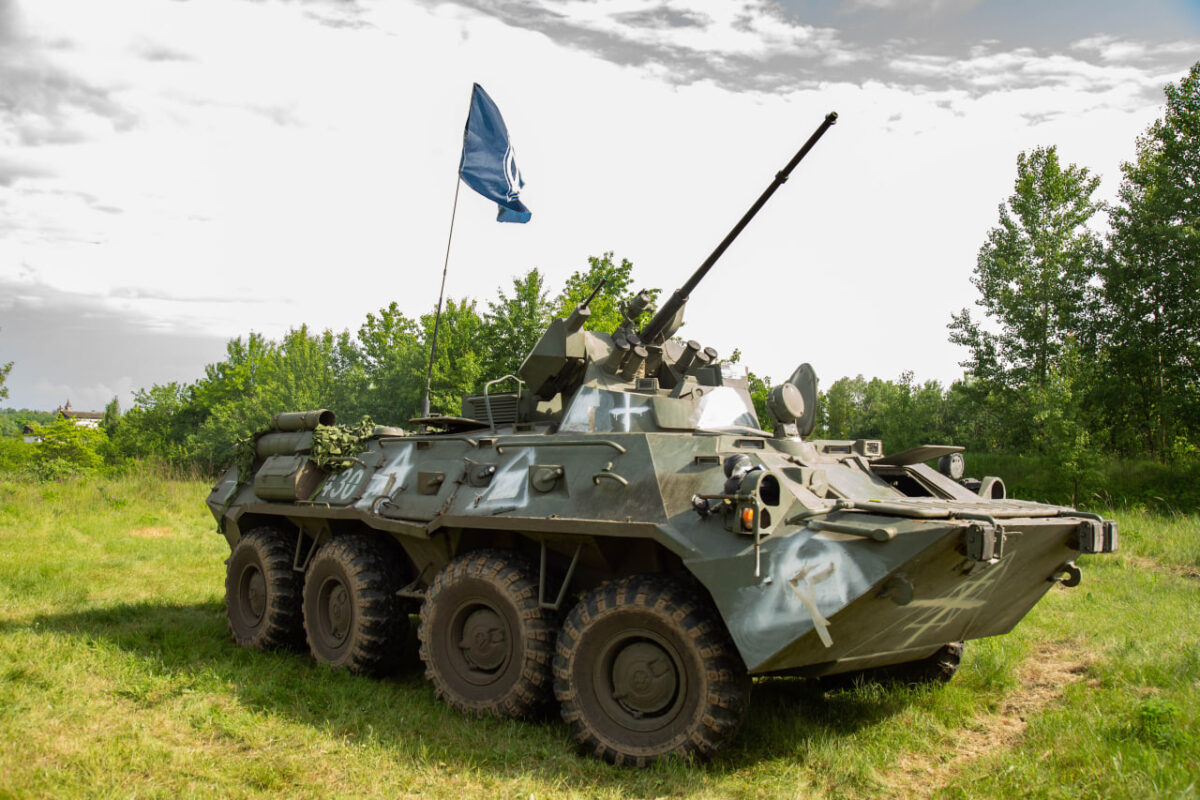
Трофейный бронетранспортёр БТР-82А